# كريستيان فريدريك (متزلج جماعي)
كريستيان فريدريك (بالألمانية: Christian Friedrich)‏ هو متزلج جماعي ألماني، ولد في 2 يونيو 1981 في زيغن في ألمانيا.

## وصلات خارجية
- كريستيان فريدريك على موقع IBSF (الإنجليزية)